# Referendum w Republice Konga w 2015 roku
Referendum w Republice Konga w 2015 roku – referendum konstytucyjne przeprowadzone 25 listopada 2015 roku w Republice Konga. Dotyczyło zmiany istniejącej od 2002 roku konstytucji Konga, głównie w kontekście zapisów dotyczących prezydentury.

## Tło
Po zakończeniu wojny domowej w 1997 roku, do władzy doszedł Denis Sassou-Nguesso rozpoczęły się wówczas prace nad konstytucją. Nowa konstytucja została zatwierdzona w przeprowadzonym w 2002 roku referendum konstytucyjnym, według informacji rządowych 84,26% obywateli głosowało „za”. Konstytucja z 2002 roku wprowadzała silną funkcję prezydenta, niwelowała urząd premiera, a także osłabiała kompetencje władzy ustawodawczej. Długość kadencji prezydenta została wydłużona do siedmiu lat (z limitem dwóch kadencji) oraz wprowadzała ograniczenie maksymalnego wieku kandydata – 70 lat. Prezydent mógł także powoływać i odwoływać ministrów, natomiast parlament tracił możliwość odwoływania głowy państwa.
Sassou-Nguesso został wybrany prezydentem w 2002 oraz w 2009 roku.

## Pomysł prac
Pod koniec swojej drugiej kadencji Sassou-Nguesso przekroczył granicę wieku 70 lat, co oznaczało, że nie będzie mógł kandydować ponownie. W tym samym czasie rządząca Kongijska Partia Pracy, z którą związany był Sassou-Nguesso, rozpoczęła publiczną dyskusję na temat potrzeby nowelizacji konstytucji z 2002 roku. Opozycja zarzucała partii rządzącej, że nowa konstytucja zostanie wprowadzona tylko po to, by umożliwić prezydentowi możliwość ponownego kandydowania, sam Sassou Nguesso z początku nie dementował tych doniesień. Jeszcze przed ogłoszeniem oficjalnej daty referendum, przeciwnicy nowej konstytucji wezwali do demonstracji w Brazzaville. 27 września dziesiątki tysięcy ludzi maszerowało ulicami kongijskiej stolicy z okrzykami „Nie dla trzeciej kadencji”.

## Proponowane zmiany
Projekt zakładał konstytucję zbudowaną z 246 artykułów. Według projektu, konstytucja pozwalałaby na trzykrotne wybranie tej samej osoby na prezydenta, znosiła górną granicę wiekową 70 lat dla kandydatów, a także skracała długości kadencji prezydenckiej z siedmiu do pięciu lat. Ustanawiała również stanowisko premiera jako szefa rządu (dotychczas to prezydent pełnił jego obowiązki, a urząd premiera nie istniał).
Zmiany te pozwoliłyby prezydentowi Denisowi Sassou-Nguesso ubiegać się o reelekcję.

## Przebieg referendum
Ostatecznie, 5 października 2015 roku, ogłoszono, że referendum w sprawie nowej konstytucji odbędzie się 25 października. Okres kampanijny został zarządzony na okres między 9 a 23 października 2015 roku. Kampanię oficjalnie, swoim przemówieniem, otworzył minister spraw wewnętrznych Raymond Mboulou.

### Protesty
10 października przez Brazzaville przeszły protesty opozycji. Ponieważ demonstracja została rozproszona przez policję, protestujący zaatakowali posterunki policji. Według doniesień, w trakcie protestu cztery osoby zostały zastrzelone przez policjantów. 21 października protestujący ustawili barykady i płonące opony. Do akcji tłumienia protestów włączyło się także wojsko. Przeciwnicy referendum zapowiedzieli bojkot głosowania, widząc w nim jedynie sposób na utrzymanie władzy przez Sassou Nguesso. Paul-Marie Mpouele, lider opozycji, wezwał ludzi do sprzeciwu wobec referendum, ale przy tym do powstrzymania się od przemocy. Tymczasem, siły bezpieczeństwa otoczyły dom Guya Brice Parfaita Kolélasa, lidera opozycyjnego Kongijskiego Ruchu na Rzecz Demokracji i Rozwoju Integralnego (MCDDI), który brał udział w protestach.

### Referendum
Głosowanie odbyło się pokojowo, nie zarejestrowano żadnych doniesień o przemocy. Frekwencja poprawiła się w miarę upływu dnia (chociaż z początku wskazywano na niską frekwencję). Zgłaszane jednak były problemy logistyczne, które miały uniemożliwiać głosowanie. Pascal Tsaty Mabiala, lider Panafrykańskiego Związku na rzecz Demokracji Społecznej, argumentował 26 października, że z powodu niskiej frekwencji referendum należy unieważnić.
Raymond Mboulou, minister spraw wewnętrznych, ogłosił wyniki referendum 27 października. Wynikało z nich, że za przyjęciem nowej konstytucji głosowało 92,96% osób, przy frekwencji wynoszącej 72,44% obywateli. Koalicja opozycyjna nie zgodziła się z wynikiem i zapowiedziała protest oraz nieposłuszeństwo obywatelskie, do czasu wycofania dokumentu. 30 października opozycja zorganizowała ceremonię upamiętniającą protestujących zabitych w dniach 20–21 października. Opozycja podała także, że według nich zabito 17 osób (znacznie więcej niż wskazywały oficjalne dane). 2 listopada opozycja ogłosiła, że rezygnuje ze swoich nieposłuszeństw obywatelskich.
Nowa konstytucja została oficjalnie przyjęta przez prezydenta Sassou Nguesso 6 listopada 2015 roku.

## Wyniki referendum
| Wybór                           | Ilość głosów | %     |
| ------------------------------- | ------------ | ----- |
| Za                              | 1,212,471    | 92,27 |
| Przeciw                         | 101,599      | 7,73  |
| Puste/nieważne głosy            | 25,856       | –     |
| Razem                           | 1,339,926    | –     |
| Ilość zarejestrowanych wyborców | 1,849,546    | 72,44 |